# Hospital del Sur (Itagüí)
|
El Hospital Del Sur  es un centro de salud de la ciudad de Itagüí en Colombia. Desde hace una década decidió no solo cumplir con los compromisos de prevención y mejoramiento de la salud en la población, sino implementar distintas actividades a nivel social. 

## Historia
El hospital inició en el año de 1999 con la participación del 
gobierno municipal. El hospital cuenta con 3 sedes en Itagüí, posicionadas estratégicamente para que estén cerca de las 6 comunas. Las cuales son: Sede San Pío, situada en la calle 33 Nº 50A-25; Sede Santamaría, en la calle 73A Nº52B-25; y la Sede Calatrava que se encuentra en la calle 63 Nº 58FF-11. 
Esta institución cuenta con varios reconocimientos como son:
- Galardón TOP Bench "Excelencia en la gestión" 2013
- Premio a la Gestión transparente Antioquia sana 2013
- Galardón TOP Bench "Excelencia de gestión" 2012
- Galardón TOP Bench "Excelencia de gestión" 2011
- Microsoft reconoce a la ESE Hospital del Sur 2010
- Mención al mérito "Luis Ochoa Ochoa" 2010
- Certificado en Responsabilidad Social 2009
- Premio calidad en Salud Colombia 2009
- Premio calidad en Salud Colombia 2006
- Acreditación en Salud 2005
- Certificación IAMI 2005

## Servicios
| - Otorrinolaringología - Oftalmología - Hematología - Ortopedia - Dermatología - Geriatría - Terapia Médica Intensiva - Anestesiología - Quirófano Central - Laboratorio - Cirugía general - Medicina interna - Medicina preventiva - Urgencias - Banco de sangre - Medicina física y rehabilitación - Endocrinología - Neumología - Cardiología - Pediatría |

## Noticias
En 2014 el gobierno de Itagüí con el fin de mejorar la infraestructura del centro y ofrecer mejores servicios a sus pacientes, invirtió una cantidad de más de 3.000 millones de pesos .Con esta inversión se abriría también un nuevo bloque de urgencias en el hospital de San Pio